# Delray Beach International Tennis Championships 2004 - Qualificazioni singolare
Le qualificazioni del singolare  del Delray Beach International Tennis Championships 2004 sono state un torneo di tennis preliminare per accedere alla fase finale della manifestazione. I vincitori dell'ultimo turno sono entrati di diritto nel tabellone principale. In caso di ritiro di uno o più giocatori aventi diritto a questi sono subentrati i lucky loser, ossia i giocatori che hanno perso nell'ultimo turno ma che avevano una classifica più alta rispetto agli altri partecipanti che avevano comunque perso nel turno finale.
Le qualificazioni del torneo Delray Beach International Tennis Championships 2004 prevedevano 32 partecipanti di cui 4 sono entrati nel tabellone principale.

## Teste di serie
1. Brian Baker (ultimo turno)
2. Hugo Armando (Qualificato)
3. Frédéric Niemeyer (secondo turno)
4. Ramón Delgado (ultimo turno)

1. Matias Boeker (Qualificato)
2. Amer Delić (Qualificato)
3. Hermes Gamonal (ultimo turno)
4. Andres Pedroso (Qualificato)

## Qualificati
1. Matias Boeker
2. Hugo Armando

1. Andres Pedroso
2. Amer Delić

## Tabellone

### Legenda
| - Q = Qualificato - WC = Wild card - LL = Lucky loser | - ALT = Alternate - SE = Special Exempt - PR = Protected Ranking | - w/o = Walkover - r = Ritirato - d = Squalificato |

### Sezione 1
|  | Primo turno     | Primo turno     | Primo turno     | Primo turno | Primo turno |  |  | Secondo turno | Secondo turno   | Secondo turno   | Secondo turno | Secondo turno |   |   | Ultimo turno | Ultimo turno | Ultimo turno | Ultimo turno | Ultimo turno |  |
|  |                 |                 |                 |             |             |  |  |               |                 |                 |               |               |   |   |              |              |              |              |              |  |
|  |                 |                 |                 |             |             |  |  |               |                 |                 |               |               |   |   |              |              |              |              |              |  |
|  |                 |                 |                 |             |             |  |  | 1             | Brian Baker     | Brian Baker     | 6             | 6             |   |   |              |              |              |              |              |  |
|  | Fritz Wolmarans | Fritz Wolmarans | Fritz Wolmarans | 6           | 6           |  |  |               | Fritz Wolmarans | Fritz Wolmarans | 4             | 4             |   |   |              |              |              |              |              |  |
|  | Mikhail Lew     | Mikhail Lew     | Mikhail Lew     | 3           | 3           |  |  |               |                 |                 |               |               |   |   | 1            | Brian Baker  | 6            | 5            | 3            |  |
|  | Emin Ağayev     | Emin Ağayev     | 3               | 7           | 6           |  |  |               |                 | 5               | Matias Boeker | 3             | 7 | 6 |              |              |              |              |              |  |
|  | Ryan Russell    | Ryan Russell    | 6               | 5           | 3           |  |  |               | Emin Ağayev     | 7               | 0             | 0r            |   |   |              |              |              |              |              |  |
|  |                 |                 |                 |             |             |  |  | 5             | Matias Boeker   | 64              | 6             | 1             |   |   |              |              |              |              |              |  |
|  |                 |                 |                 |             |             |  |  |               |                 |                 |               |               |   |   |              |              |              |              |              |  |

### Sezione 2
|  | Primo turno    | Primo turno    | Primo turno    | Primo turno | Primo turno |  |  | Secondo turno | Secondo turno  | Secondo turno  | Secondo turno  | Secondo turno |   |   | Ultimo turno | Ultimo turno | Ultimo turno | Ultimo turno | Ultimo turno |  |
|  |                |                |                |             |             |  |  |               |                |                |                |               |   |   |              |              |              |              |              |  |
|  |                |                |                |             |             |  |  |               |                |                |                |               |   |   |              |              |              |              |              |  |
|  |                |                |                |             |             |  |  | 2             | Hugo Armando   | Hugo Armando   | 6              | 6             |   |   |              |              |              |              |              |  |
|  | Jeff Coetzee   | Jeff Coetzee   | Jeff Coetzee   | 6           | 6           |  |  |               | Jeff Coetzee   | Jeff Coetzee   | 2              | 4             |   |   |              |              |              |              |              |  |
|  | Jim Thomas     | Jim Thomas     | Jim Thomas     | 4           | 2           |  |  |               |                |                |                |               |   |   | 2            | Hugo Armando | 6            | 3            | 6            |  |
|  | Jordan Kerr    | Jordan Kerr    | Jordan Kerr    | 7           | 6           |  |  |               |                | 7              | Hermes Gamonal | 3             | 6 | 4 |              |              |              |              |              |  |
|  | Travis Parrott | Travis Parrott | Travis Parrott | 5           | 2           |  |  |               | Jordan Kerr    | Jordan Kerr    | 1              | 4             |   |   |              |              |              |              |              |  |
|  | 7              | Hermes Gamonal | Hermes Gamonal | 6           | 6           |  |  | 7             | Hermes Gamonal | Hermes Gamonal | 6              | 6             |   |   |              |              |              |              |              |  |
|  |                | Kossi Loglo    | Kossi Loglo    | 2           | 2           |  |  |               |                |                |                |               |   |   |              |              |              |              |              |  |

### Sezione 3
|  | Primo turno      | Primo turno      | Primo turno      | Primo turno | Primo turno |  |  | Secondo turno | Secondo turno     | Secondo turno     | Secondo turno  | Secondo turno |   |   | Ultimo turno | Ultimo turno | Ultimo turno | Ultimo turno | Ultimo turno |  |
|  |                  |                  |                  |             |             |  |  |               |                   |                   |                |               |   |   |              |              |              |              |              |  |
|  |                  |                  |                  |             |             |  |  |               |                   |                   |                |               |   |   |              |              |              |              |              |  |
|  |                  |                  |                  |             |             |  |  | 3             | Frédéric Niemeyer | Frédéric Niemeyer | 2              | 4             |   |   |              |              |              |              |              |  |
|  | Rajeev Ram       | Rajeev Ram       | Rajeev Ram       | 7           | 6           |  |  |               | Rajeev Ram        | Rajeev Ram        | 6              | 6             |   |   |              |              |              |              |              |  |
|  | Sebastián Prieto | Sebastián Prieto | Sebastián Prieto | 65          | 1           |  |  |               |                   |                   |                |               |   |   |              | Rajeev Ram   | 6            | 2            | 6            |  |
|  | Jesse Levine     | Jesse Levine     | Jesse Levine     | 6           | 6           |  |  |               |                   | 8                 | Andres Pedroso | 1             | 6 | 7 |              |              |              |              |              |  |
|  | Devin Mullings   | Devin Mullings   | Devin Mullings   | 1           | 2           |  |  |               | Jesse Levine      | Jesse Levine      | 62             | 1             |   |   |              |              |              |              |              |  |
|  | 8                | Andres Pedroso   | 4                | 6           | 6           |  |  | 8             | Andres Pedroso    | Andres Pedroso    | 7              | 6             |   |   |              |              |              |              |              |  |
|  |                  | Vahid Mirzadeh   | 6                | 0           | 1           |  |  |               |                   |                   |                |               |   |   |              |              |              |              |              |  |

### Sezione 4
|  | Primo turno         | Primo turno         | Primo turno         | Primo turno | Primo turno |  |  | Secondo turno | Secondo turno       | Secondo turno       | Secondo turno | Secondo turno |   |   | Ultimo turno | Ultimo turno  | Ultimo turno | Ultimo turno | Ultimo turno |  |
|  |                     |                     |                     |             |             |  |  |               |                     |                     |               |               |   |   |              |               |              |              |              |  |
|  |                     |                     |                     |             |             |  |  |               |                     |                     |               |               |   |   |              |               |              |              |              |  |
|  |                     |                     |                     |             |             |  |  | 4             | Ramón Delgado       | Ramón Delgado       | 6             | 6             |   |   |              |               |              |              |              |  |
|  | Troy Hahn           | Troy Hahn           | Troy Hahn           | 6           | 7           |  |  |               | Troy Hahn           | Troy Hahn           | 2             | 4             |   |   |              |               |              |              |              |  |
|  | Jamal Parker        | Jamal Parker        | Jamal Parker        | 2           | 5           |  |  |               |                     |                     |               |               |   |   | 4            | Ramón Delgado | 6            | 6            | 6(1)         |  |
|  | Mashiska Washington | Mashiska Washington | Mashiska Washington | 6           | 3           |  |  |               |                     | 6                   | Amer Delić    | 7             | 2 | 7 |              |               |              |              |              |  |
|  | Marcus Fluitt       | Marcus Fluitt       | Marcus Fluitt       | 3           | 3r          |  |  |               | Mashiska Washington | Mashiska Washington | 3             | 3             |   |   |              |               |              |              |              |  |
|  | 6                   | Amer Delić          | Amer Delić          | 6           | 6           |  |  | 6             | Amer Delić          | Amer Delić          | 6             | 6             |   |   |              |               |              |              |              |  |
|  |                     | Andrew Piotrowski   | Andrew Piotrowski   | 4           | 4           |  |  |               |                     |                     |               |               |   |   |              |               |              |              |              |  |